# Titano (astronomia)
Titano è il più grande satellite naturale del pianeta Saturno ed è uno dei corpi rocciosi più massicci dell'intero sistema solare; supera in dimensioni (ma non per massa) il pianeta Mercurio mentre per dimensioni e massa è il secondo satellite del sistema solare dopo Ganimede. Scoperto dall'astronomo olandese Christiaan Huygens il 25 marzo 1655, all'epoca Titano è stata la prima luna osservata intorno a Saturno e la quinta nell'intero sistema solare (Luna terrestre esclusa). Si tratta inoltre dell'unico satellite del sistema solare in possesso di una densa atmosfera.
Titano è composto principalmente di ghiaccio d'acqua e materiale roccioso. La sua spessa atmosfera ha impedito l'osservazione della superficie, fino all'arrivo della missione spaziale Cassini-Huygens nel 2004, che ha permesso di raggiungere la superficie con un veicolo d'atterraggio. L'esplorazione della Cassini-Huygens ha portato alla scoperta di laghi di idrocarburi liquidi nelle regioni polari del satellite. Geologicamente la superficie è giovane; sono presenti alcune montagne e dei possibili criovulcani, ma è generalmente piatta e liscia con pochi crateri da impatto osservati.
L'atmosfera di Titano è composta al 95% da azoto; sono presenti inoltre componenti minori quali il metano e l'etano, che si addensano formando nuvole. La temperatura superficiale media è molto vicina al punto triplo del metano dove possono coesistere le forme liquida, solida e gassosa di questo idrocarburo. Il clima, che include vento e pioggia di metano, ha creato caratteristiche superficiali simili a quelle presenti sulla Terra, come dune, fiumi, laghi e mari, e, come la Terra, presenta le stagioni. Con i suoi liquidi e la sua spessa atmosfera, Titano è considerato simile alla Terra primordiale, ma con una temperatura molto più bassa, dove il ciclo del metano sostituisce il ciclo idrologico presente invece sul nostro pianeta.

## Osservazione
Titano non è visibile a occhio nudo. La sua magnitudine apparente quando osservato in opposizione dalla Terra arriva a +8,4, sensibilmente meno brillante rispetto ai satelliti medicei di Giove, che con magnitudini attorno alla quinta o anche inferiori potrebbero invece anche essere scorti a occhio nudo, se non fossero immersi nella luce del pianeta. Nonostante Titano non si discosti mai oltre una distanza angolare di 77 secondi d'arco da Saturno, è agevolmente visibile attraverso piccoli telescopi (con diametro maggiore di 5 cm) o binocoli particolarmente potenti. Il diametro apparente del suo disco è mediamente pari a 0,8 secondi d'arco; può quindi essere risolto solo con grandi telescopi professionali.

## Storia delle osservazioni

### Scoperta e denominazione

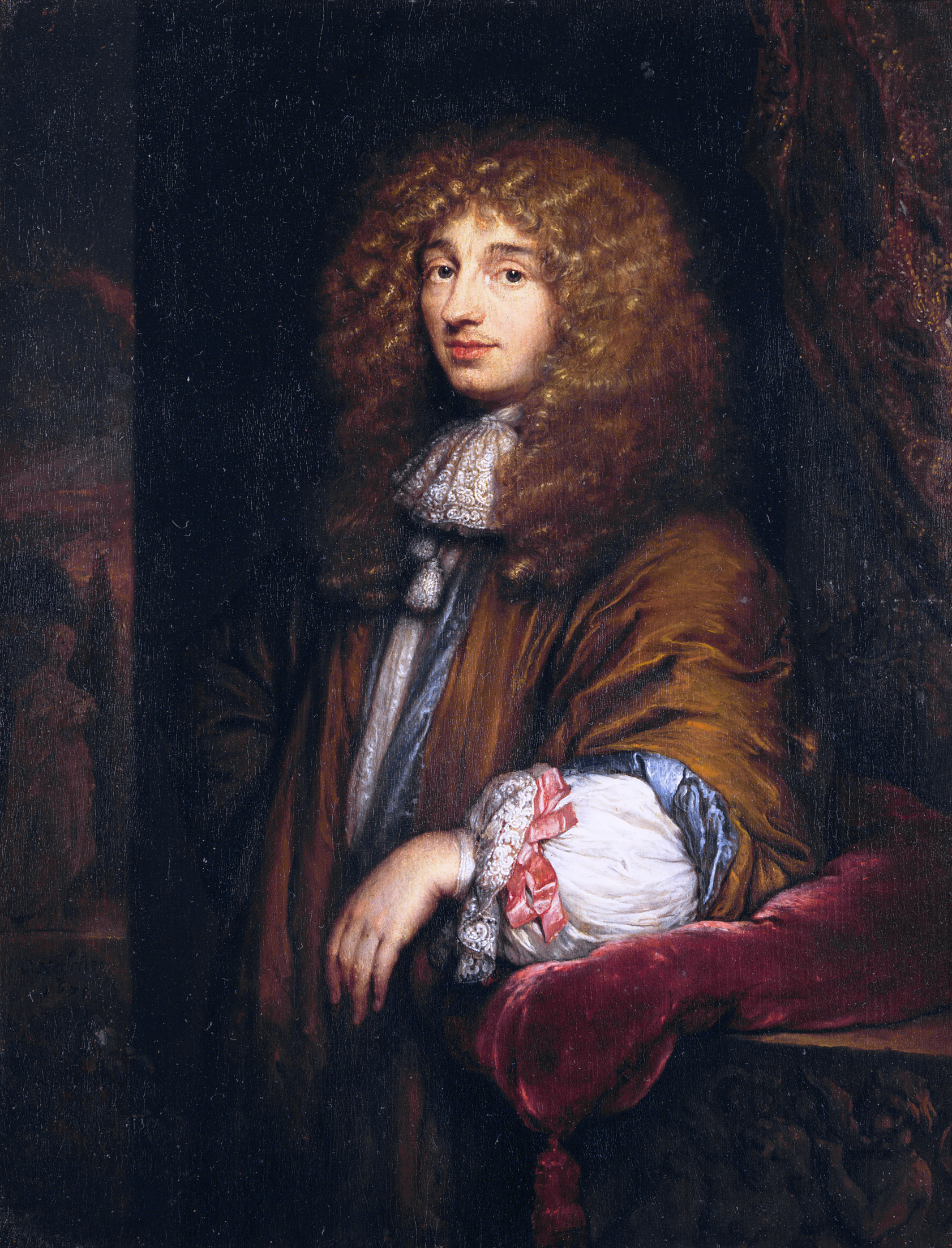
Huygens scoprì Titano il 25 marzo 1655

Titano fu scoperto il 25 marzo 1655 dall'astronomo olandese Christiaan Huygens con un telescopio rifrattore di 57 mm di diametro e 310 mm di focale. Johannes Hevelius e Christopher Wren lo avevano osservato precedentemente, ma l'avevano scambiato per una stella fissa. Si trattava del primo satellite naturale a essere individuato dopo i satelliti galileiani di Giove.
Huygens lo denominò semplicemente, in lingua latina, Luna Saturni ("il satellite di Saturno") ad esempio nell'opera De Saturni Luna observatio nova del 1656. Quando più tardi Giovanni Domenico Cassini scoprì quattro nuovi satelliti, li volle chiamare Teti, Dione, Rea e Giapeto (complessivamente noti come satelliti lodicei); la tradizione di battezzare i nuovi corpi celesti scoperti in orbita attorno a Saturno proseguì e Titano iniziò a essere designato, nell'uso comune, come Saturno VI, perché apparentemente sesto in ordine di distanza dal pianeta.
Il nome di Titano venne suggerito per la prima volta da John Herschel (figlio del più celebre William Herschel) nella sua pubblicazione Risultati delle osservazioni astronomiche condotte presso il Capo di Buona Speranza del 1847. Di conseguenza iniziò la tradizione di denominare gli altri satelliti saturniani in onore dei titani della mitologia greca o delle sorelle e dei fratelli di Crono.

### Dalla scoperta all'era spaziale
Prima dell'era spaziale non furono registrate molte osservazioni di Titano. Nel 1907 l'astronomo spagnolo Josep Comas i Solà osservò un oscuramento al bordo di Titano, la prima evidenza che esso era dotato di un'atmosfera. Nel 1944 Gerard P. Kuiper utilizzando una tecnica spettroscopica rilevò la presenza di metano nell'atmosfera.

## Missioni spaziali

### Prime missioni

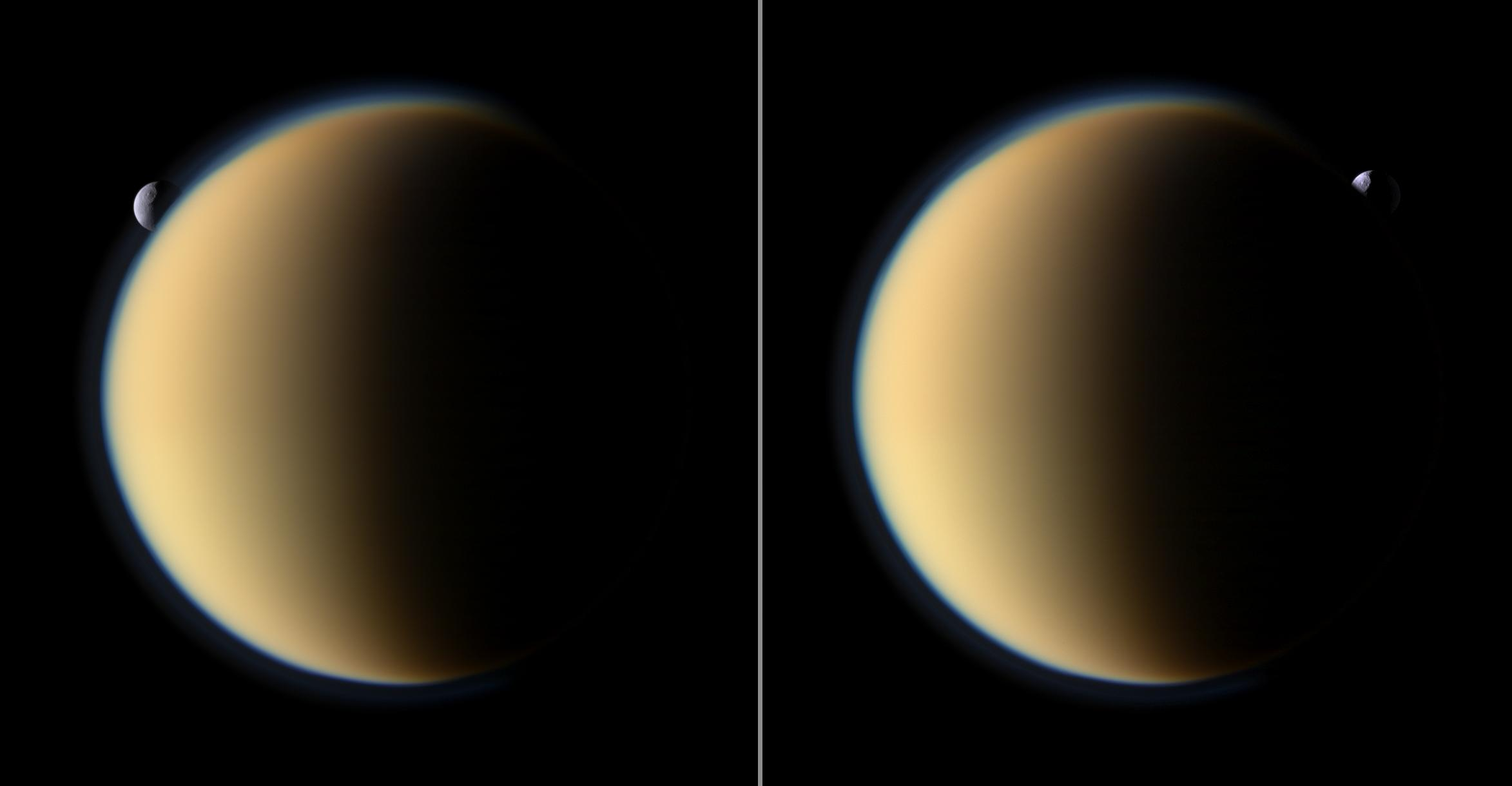
Teti mentre passa dietro Titano da destra verso sinistra. In questa foto Teti si trovava a 2 milioni di km di distanza dalla Cassini, il doppio rispetto a Titano.

La prima sonda spaziale a visitare il sistema di Saturno fu il Pioneer 11 nel 1979, che confermò che Titano era troppo freddo per poter sostenere la vita. Il Pioneer 11 trasmise le prime immagini ravvicinate di Saturno e Titano, la cui qualità fu poi superata da quelle delle due Voyager, che sarebbero transitate per il sistema nel 1980 e nel 1981.
La traiettoria della Voyager 1, in particolare, fu modificata per ottenere un sorvolo ravvicinato di Titano (impedendole in tal modo di raggiungere Plutone), ma non era provvista di alcuno strumento in grado di vedere attraverso la densa atmosfera del satellite, circostanza che non era stata prevista. Solo molti anni più tardi tecniche di manipolazione intensiva delle immagini riprese attraverso il filtro arancione della sonda hanno permesso di ricavare quelle che sono a tutti gli effetti le prime fotografie mai scattate della regione luminosa di Xanadu, ritenuta dagli scienziati un altopiano, e la pianura scura di Shangri-La.
Quando la Voyager 2 raggiunse il sistema di Saturno apparve chiaro che un possibile cambio di traiettoria per favorire un incontro ravvicinato con Titano avrebbe impedito la prosecuzione del viaggio verso Urano e Nettuno. Dati gli scarsi risultati ottenuti dalla sonda gemella, la NASA decise di rinunciare alla possibilità e la sonda non fu attivamente impiegata per uno studio intensivo di Titano.

### Cassini-Huygens

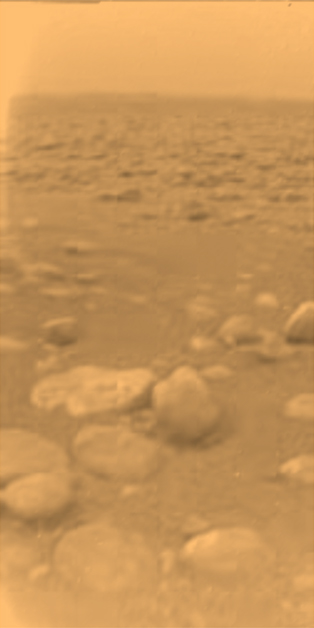
La prima foto dalla superficie di Titano, catturata dalla sonda Huygens

Anche dopo le missioni delle due Voyager, la superficie di Titano rimaneva sostanzialmente un mistero, così come lo era stato nel XVII secolo per Giovanni Cassini e Christiaan Huygens.
La grande mole di dati conosciuti sul satellite è quasi interamente dovuta alla missione spaziale italo-euro-statunitense che porta il nome dei due astronomi del passato, la Cassini-Huygens. La sonda ha raggiunto Saturno il 1º luglio 2004 quando ha avviato le prime attività di mappatura della superficie di Titano attraverso strumenti radar. Il primo sorvolo diretto del satellite è avvenuto il 26 ottobre 2004 a una distanza record di appena 1200 km dall'atmosfera titaniana. Gli strumenti della Cassini hanno individuato strutture superficiali chiare e scure che sarebbero state invisibili all'occhio umano.

#### Huygens
Dalla sonda madre è stato sganciato il modulo di terra Huygens, privo di motori, che il 14 gennaio 2005 si è tuffato con successo nella densa atmosfera di Titano raggiungendone la superficie dopo una discesa di circa due ore. La sonda era equipaggiata per galleggiare temporaneamente su eventuali mari o laghi la cui esistenza era stata ipotizzata, ma atterrò su un suolo apparentemente asciutto. La consistenza è tuttavia risultata simile a quella della sabbia bagnata ed è stato ipotizzato che il terreno possa essere periodicamente irrorato da flussi liquidi. Il sorvolo ravvicinato più vicino Cassini lo fece il 21 giugno 2010, transitando a 880 km dalla superficie. Le regioni dove sono stati trovati abbondanti liquidi, sotto forma di laghi e mari, erano concentrate soprattutto nei pressi del polo nord.
La sonda Huygens si posò sulla superficie di Titano il 14 gennaio 2005, non lontano da una zona ora chiamata Adiri. La sonda fotografò un altopiano chiaro, composto principalmente da ghiaccio, letti di fiumi scuri, dove si ritiene scorra periodicamente metano liquido, e pianure, anch'esse scure, dove questi liquidi si raccolgono provenienti dall'altopiano. Dopo essere atterrata, Huygens fotografò una piana scura coperta da piccole rocce e sassi, composti da ghiaccio d'acqua. Nell'unica foto ripresa da Huygens, le due rocce che appaiono appena in basso del centro dell'immagine sono più piccole rispetto alle apparenze: quella di sinistra è di 15 centimetri di diametro e quella nel centro 4 centimetri, e distano circa 85 centimetri dalla sonda. Le rocce mostrano segni di erosione alla base, che suggerisce una possibile attività fluviale. La superficie, più scura del previsto, è costituita da una miscela di acqua e idrocarburi ghiacciati. Ben visibile è anche la foschia di idrocarburi sovrastante il paesaggio. Nel marzo 2007, la NASA, l'ESA e la COSPAR decisero di nominare il sito di atterraggio della sonda Hubert Curien Memorial Station, in memoria dell'ex presidente dell'ESA.
Oltre a osservazioni di telerilevamento (una camera e una radar SAR) Huygens ha fornito una serie di registrazioni dei suoni atmosferici (in particolare del rombo del vento durante l'atterraggio) captati dalla sonda durante la discesa. Le registrazioni audio sono state realizzate in laboratorio elaborando i dati forniti dai microfoni montati sulla sonda (Acoustic Sensor Unit).

### Proposte di missioni future

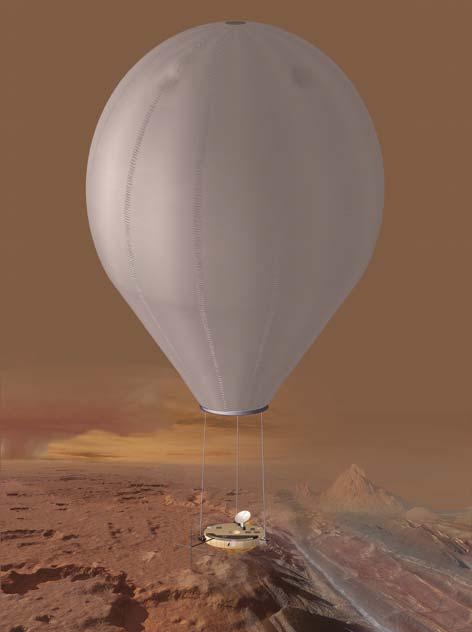
La mongolfiera proposta per la Titan Saturn System Mission

Considerato l'interesse sollevato nella comunità scientifica sin dai primi risultati della missione Cassini-Huygens, le principali agenzie spaziali hanno valutato varie proposte per missioni spaziali successive. Nel 2006, la NASA ha studiato una missione che prevedeva l'esplorazione dei maggiori laghi di Titano tramite un lander galleggiante, per un periodo di 3-6 mesi, denominata Titan Mare Explorer. Il lancio era stato proposto per il 2016, con arrivo su Titano nel 2023; tuttavia, nel 2012, l'agenzia spaziale statunitense ha preferito privilegiare una missione meno avveniristica quale InSight, destinata allo studio di Marte. Il progetto del lander acquatico su Titano confluì nella missione Titan Saturn System Mission (TSSM), proposta come una possibile missione congiunta della NASA e dell'ESA, diretta all'esplorazione di Titano ed Encelado. La missione comprende un orbiter per lo studio di Titano e degli altri corpi che compongono il sistema di Saturno, una mongolfiera per lo studio dell'atmosfera e della superficie di Titano e un lander acquatico, TiME, per lo studio dei mari. Nonostante nel febbraio del 2009 sia stata data la priorità alla missione Europa Jupiter System Mission, ufficialmente la TSSM rimane in gara per una successiva selezione di una missione con lancio successivo al 2020.
Nel 2012 Jason Barnes, uno scienziato dell'Università dell'Idaho propose un'altra missione, la Aerial Vehicle for In-situ and Airborne Titan Reconnaissance (AVIATR). Il progetto prevede il volo nell'atmosfera di Titano di un aereo senza pilota o comandato da un drone, per catturare immagini in alta definizione della superficie. Il progetto, che stimava un costo di 715 milioni di dollari non è stato tuttavia approvato dalla NASA e il suo futuro rimane incerto.
La società privata spagnola SENER e il Centro de Astrobiologia di Madrid hanno progettato nel 2012 un altro lander acquatico per l'esplorazione di un lago. La sonda è stata denominata Titan Lake In-situ Sampling Propelled Explorer (TALISE) e si differenzia dalla proposta TiME principalmente perché sarebbe dotata di un proprio sistema di propulsione che le consentirebbe di spostarsi liberamente, per un periodo di 6 mesi, attraverso il Ligeia Mare.
Nel 2015 il NASA Institute for Advanced Concepts ha finanziato, tra gli altri, uno studio per la progettazione di un sottomarino per l'esplorazione dei mari di Titano.

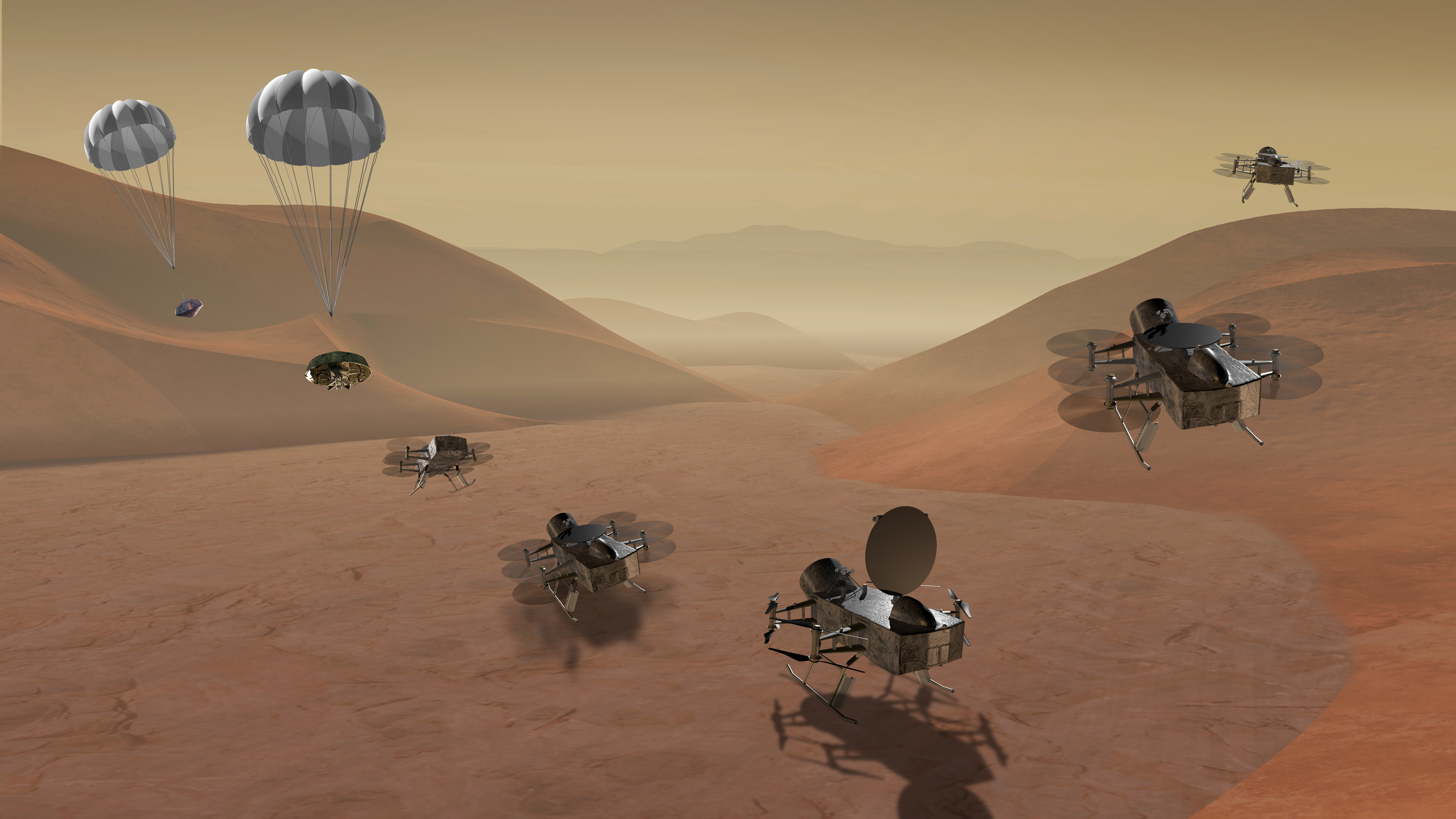
Immagine artistica che mostra il drone Dragonfly su Titano.

Nel 2019 è stata finalmente approvata una nuova missione su Titano, che partirà nel 2028 e arriverà nel sistema di Saturno nel 2034. Si tratta della missione Dragonfly, il cui principale veicolo di studio sarà un drone alimentato da un generatore termoelettrico a radioisotopi al plutonio-238, tipico sistema usato dove l'energia solare è esigua. Il drone volerà con agilità sfruttando la bassa gravità e l'elevata densità dell'atmosfera. L'esplorazione inizierà dal cratere Selk e potrà allargarsi ad altre zone grazie alla versatilità del movimento del robot.

## Parametri orbitali e rotazione

L'orbita di Titano (in rosso) tra quelle delle altre grandi lune interne di Saturno. Dall'esterno verso l'interno le altre orbite sono di Giapeto, Iperione (più esterne rispetto a Titano), Rea, Dione, Teti, Encelado e Mimas

Titano ruota attorno a Saturno in 15 giorni e 22 ore, su un'orbita avente un semiasse maggiore di 1221870 km e un'eccentricità di 0,028, quindi relativamente bassa, e un'inclinazione di 0,33° rispetto al piano equatoriale di Saturno. Come la Luna e molti altri satelliti dei giganti gassosi, il suo periodo orbitale è identico al suo periodo di rotazione; Titano è quindi in rotazione sincrona con Saturno.
Titano è in risonanza orbitale 3:4 con il piccolo e irregolare Iperione. Da un'analisi basata su modelli teorici è ritenuta improbabile un'evoluzione lenta e progressiva della risonanza, durante la quale Iperione sarebbe migrato da un'orbita caotica all'attuale. Piuttosto Iperione si è probabilmente formato in una fascia orbitale stabile mentre Titano, più massiccio, assorbiva o scacciava gli oggetti che gli si trovavano in fasce orbitali intrinsecamente instabili.

## Formazione

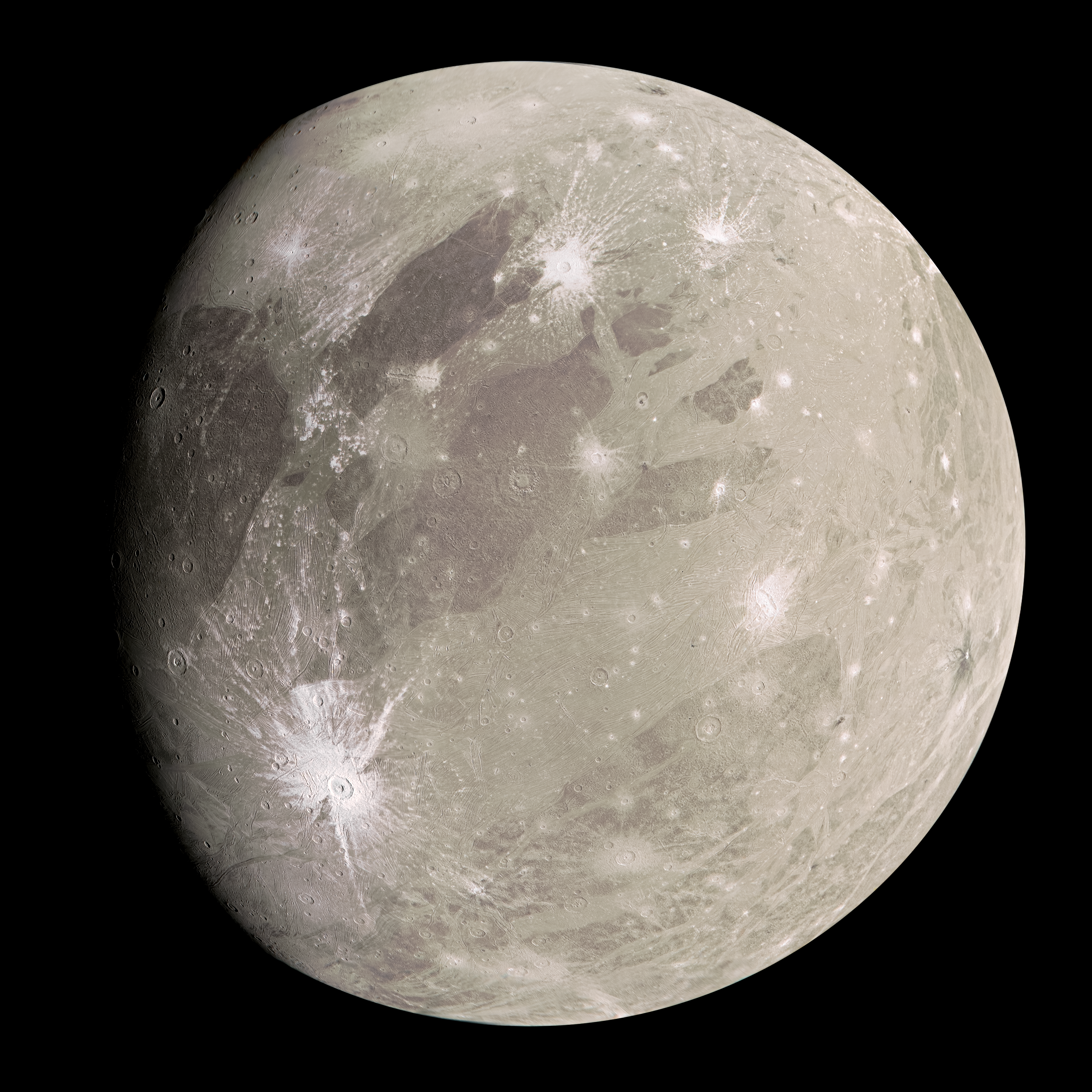
Ganimede, il maggior satellite di Giove in una foto della sonda Juno: nonostante abbia una massa simile a quella di Titano si differenzia da esso per la quasi assenza di atmosfera e per l'orbita pressoché circolare attorno al proprio pianeta.

Non è completamente chiaro come si sia formato Titano, in quanto alcune anomalie osservate non sono spiegabili dai modelli attualmente conosciuti. Si pensa che le lune di Giove e Saturno si siano formate per co-accrescimento, un processo simile a quello che si crede abbia formato i pianeti del sistema solare; quando i giovani giganti gassosi si formarono, erano circondati da dischi circumplanetari il cui materiale gradualmente si aggregava formando diversi satelliti di dimensioni medio-grandi. Tuttavia, esistono sostanziali differenze tra le lune del sistema di Giove e quelle di Saturno: Giove possiede quattro grandi satelliti, i satelliti medicei, con orbite pressoché circolari (come i pianeti) ed è privo di lune di medie dimensioni, mentre al contrario Titano domina di gran lunga il sistema di Saturno costituendo da solo il 96% della massa orbitante attorno al pianeta, inoltre possiede un'eccentricità orbitale relativamente alta, che non può essere spiegata dal solo co-accrescimento. Un modello proposto nel 2012 per la formazione di Titano è che il sistema di Saturno fosse popolato in origine da un gruppo di lune simili ai satelliti galileiani di Giove, ma che una serie di impatti giganti sconvolse il sistema frantumandole. Successivamente, mentre la maggior parte del materiale in orbita attorno a Saturno formò Titano, i detriti si aggregarono formando le lune di medie dimensioni, come ad esempio Giapeto e Rea. I violenti impatti e l'origine tardiva spiegherebbero l'eccentricità orbitale di Titano, la presenza di satelliti di medie dimensioni e la grande attività geologica della maggior parte dei satelliti saturniani.
Un'analisi del 2014 dell'azoto atmosferico di Titano ha suggerito che provenisse da materiale simile a quello trovato nella Nube di Oort e non da materia presente durante il co-accrescimento di materiale attorno a Saturno.
Uno studio del 2015 di Renè Heller considera l'ipotesi della grande virata per spiegare l'assenza di atmosfera delle lune galileiane di Giove in netto contrasto con la densa atmosfera di Titano; in particolare l'autore ha preso a confronto la formazione e l'evoluzione di Ganimede e Callisto, simili per massa e composizione chimica a Titano, suggerendo che la formazione di quest'ultimo sia stata molto più lenta di quella dei satelliti gioviani. I quattro satelliti medicei sono generalmente considerati un sottoprodotto della formazione del pianeta stesso, già completamente formatosi prima della migrazione verso l'interno del sistema solare. Quando Giove si avvicinò fino a 1,5 UA dal Sole la radiazione ad alta energia della giovane stella dissipò le atmosfere primordiali delle sue lune per fotolisi. Saturno, meno massiccio, quando migrò assieme a Giove verso l'interno (fino a 2 UA dal Sole) si stava ancora accrescendo e solo dopo la virata verso l'esterno del sistema solare si formò Titano, quando però il pianeta si trovava già a 7 UA, dove la radiazione ultravioletta del Sole non era sufficiente per causare una fuga atmosferica su Titano.

## Caratteristiche fisiche

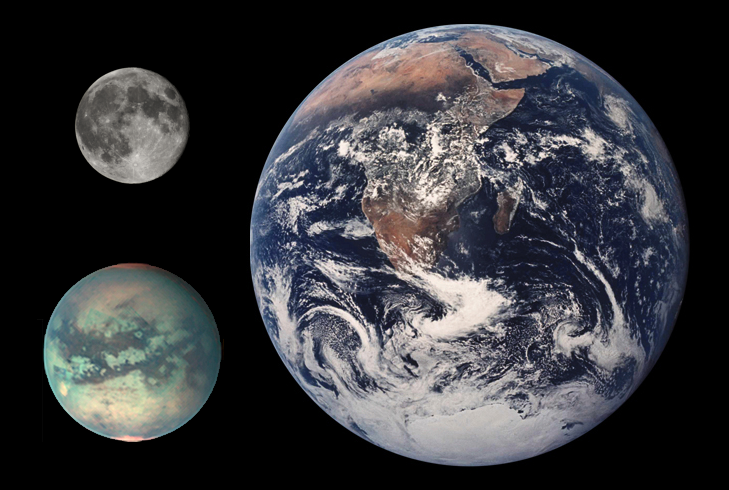
Le dimensioni di Titano, in basso a sinistra, comparate con quelle della Terra e della Luna

Titano ha un diametro di 5150 km, maggiore di quello di Mercurio (4879 km). Prima dell'esplorazione della sonda Voyager 1 Titano era ritenuto il satellite più grande del sistema solare, con un diametro superiore a quello di Ganimede (5262 km). Tuttavia le osservazioni dalla Terra avevano sovrastimato le dimensioni reali del corpo, a causa della sua densa atmosfera che lo faceva apparire di dimensioni maggiori.
La massa di Titano è 1,345×1023 kg, che equivale a 1/44 della massa terrestre, 2,5 volte inferiore a quella di Mercurio nonostante il pianeta sia più piccolo. Anche in termini di massa Titano è al secondo posto tra i satelliti naturali del sistema solare, leggermente superato anche in questo caso da Ganimede.
Le proprietà fisiche di Titano sono simili a quelle di Ganimede e Callisto, e sulla base della sua densità, pari a 1,88 g/cm³, si può ritenere che il satellite sia formato verosimilmente per metà da ghiaccio e per l'altra metà da materiale roccioso. Titano, nonostante abbia una composizione chimica molto simile a quella degli altri satelliti naturali di Saturno come Dione, Encelado e in particolar modo Rea, presenta una densità maggiore per via della compressione gravitazionale.

## Struttura interna

Struttura interna di Titano

La sua struttura interna è probabilmente stratificata, con un nucleo roccioso dal diametro di circa 3400 km circondato da strati composti da diverse forme cristalline del ghiaccio. L'interno di Titano potrebbe essere ancora caldo e vi potrebbe essere uno strato liquido composto da acqua e ammoniaca situato fra il nucleo roccioso e la crosta ghiacciata. Prove a sostegno di questa ipotesi sono state scoperte dalla sonda Cassini, nella forma di onde radio ELS naturali, nell'atmosfera della luna. Si ritiene che la superficie di Titano sia poco riflettente per le onde ELS; quindi queste dovrebbero venir riflesse da una superficie di separazione tra uno strato ghiacciato e uno liquido in un oceano presente al di sotto della superficie. Inoltre, dal confronto fra le immagini raccolte nell'ottobre del 2005 e il maggio del 2007, appare evidente una traslazione della crosta anche di 30 km, per effetto dei venti atmosferici. Ciò avvalora l'ipotesi della presenza di uno strato liquido all'interno del satellite sul quale galleggerebbe il leggero strato superficiale.

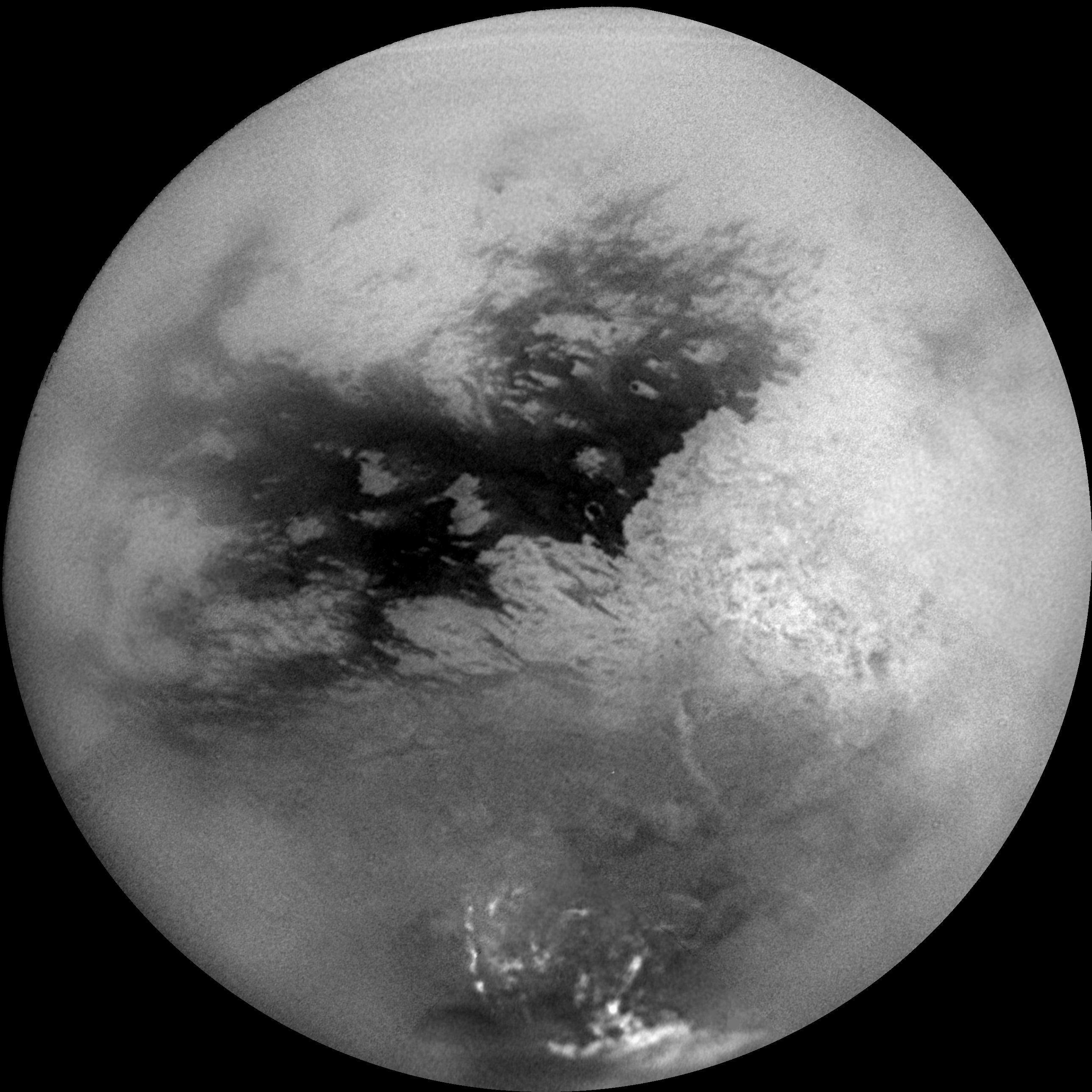
Un mosaico di immagini della superficie di Titano riprese dalla Cassini, filtrando l'atmosfera

Analizzando dati della sonda Cassini, nel 2014 alcuni ricercatori del Jet Propulsion Laboratory hanno presentato un modello della struttura interna di Titano: il guscio esterno di Titano è rigido e la densità presente al suo interno sarebbe relativamente elevata per poter spiegare i dati sulla gravità riscontrati, l'oceano sotto la superficie della luna dovrebbe essere composto da acqua mista a diversi sali di zolfo, sodio e potassio, rendendo l'oceano paragonabile a quello dei laghi e mari più salati della Terra, come ad esempio il Mar Morto.

## Superficie

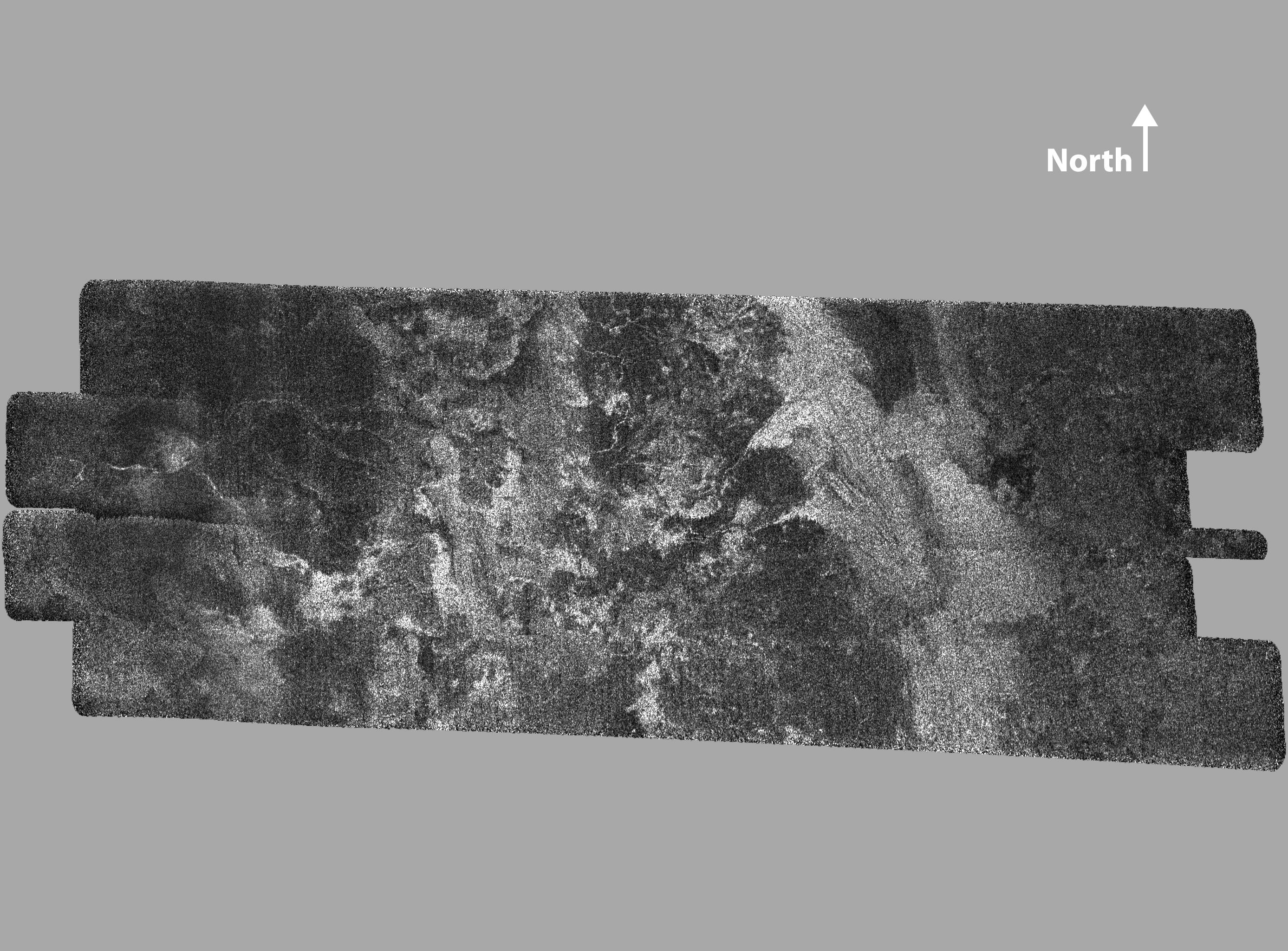
Una delle prime immagini radar di Titano acquisite dalla Cassini

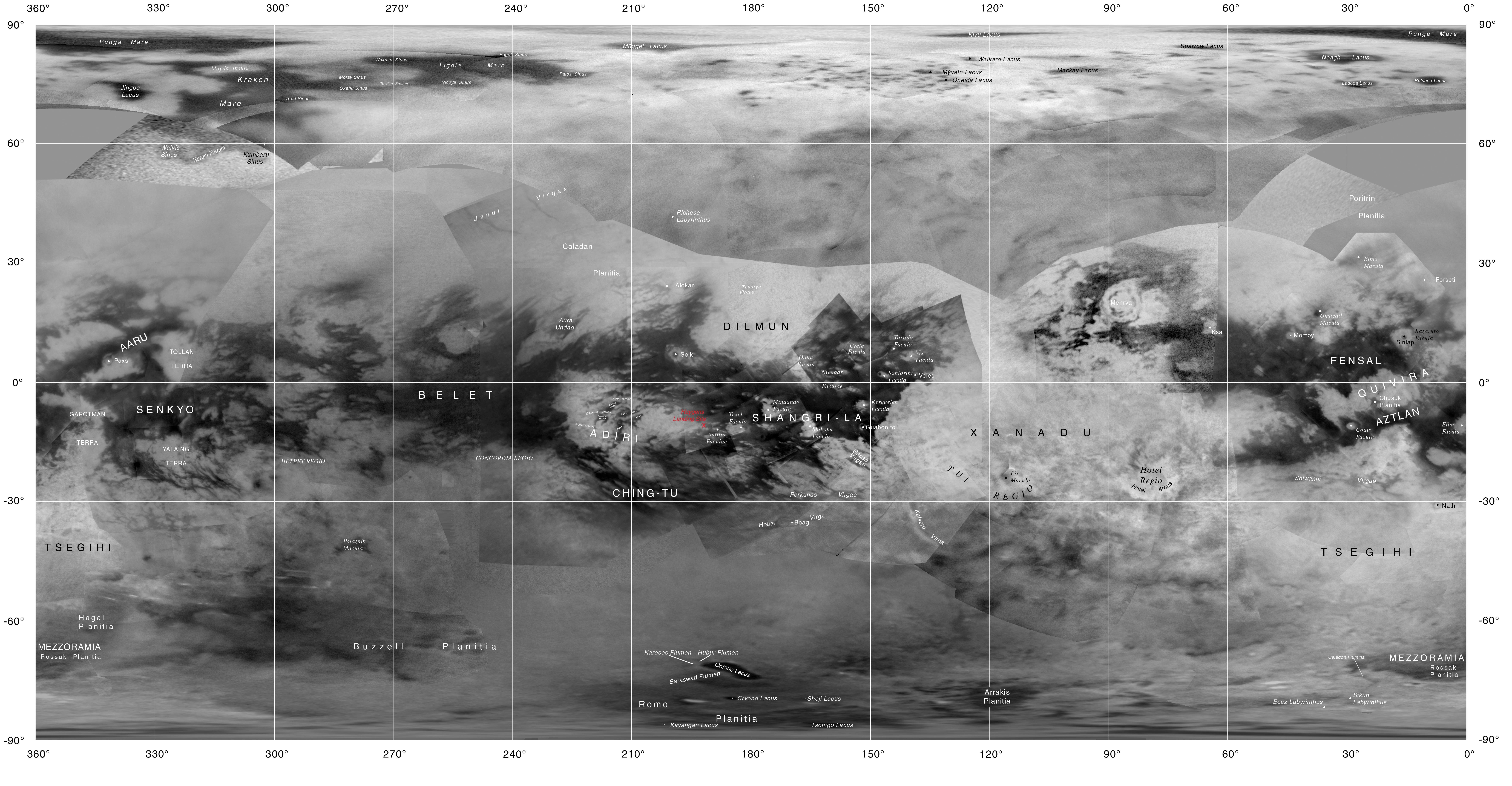
Mappa di Titano ottenuta da diverse immagini della Cassini nel 2015 che mostra la nomenclatura delle regioni più importanti della superficie

La superficie di Titano è complessa, in alcune zone fluida, e geologicamente giovane. Titano esiste sin dalla formazione del sistema solare, ma la sua superficie è molto più giovane, tra 100 milioni e 1 miliardo di anni. L'atmosfera di Titano è due volte più spessa di quella terrestre, rendendo difficile per gli strumenti astronomici fotografarla nello spettro della luce visibile. La sonda Cassini ha utilizzato strumenti a infrarossi, altimetria radar e radar ad apertura sintetica (SAR) per mappare porzioni di Titano durante i suoi voli ravvicinati. Le prime immagini hanno rivelato una geologia diversificata, con alcune regioni lisce e irregolari, mentre altre sembrano di origine criovulcanica, probabilmente frutto di acqua miscelata con ammoniaca fuoriuscita dal sottosuolo. Ci sono anche prove che la crosta di ghiaccio di Titano potrebbe essere sostanzialmente rigida, il che suggerirebbe una scarsa attività geologica. Altre caratteristiche ancora sono regioni che mostrano lunghe striature, alcune delle quali si estendono per centinaia di chilometri, e la cui causa potrebbero essere delle particelle trasportate dal vento.
La missione Cassini ha rilevato che la superficie di Titano è relativamente liscia; le poche formazioni simili a crateri da impatto sembra siano state riempite da piogge di idrocarburi o vulcani. L'altimetria del radar suggerisce che le variazioni di altitudine sono tipicamente dell'ordine di 150 metri, tuttavia, alcune aree raggiungono fino a 500 metri di altitudine e le montagne più alte arrivano fino a più di un chilometro d'altezza
La superficie di Titano è segnata da vaste regioni di terreno chiaro e scuro, inclusa un'area grande come l'Australia identificata dalle immagini all'infrarosso provenienti dal telescopio spaziale Hubble e dalla sonda Cassini. Questa regione è stata chiamata Xanadu ed è relativamente elevata. Ci sono altre zone scure presenti su Titano osservate dal suolo e dalla sonda Cassini, tra i quali Ligeia Mare, il secondo mare più grande di Titano, composto da metano quasi completamente puro.
Inoltre la Cassini ha osservato variazioni della superficie coerenti con eruzioni di criovulcani. A differenza dei vulcani attivi sulla Terra i vulcani di Titano eruttano presumibilmente acqua, ammoniaca (che non potrebbe essere altresì presente in superficie, la cui identificazione appare ancora dubbia) e metano nell'atmosfera, dove congelano rapidamente ricadendo al suolo. Un'alternativa a questa ipotesi è che le variazioni superficiali siano derivate dallo spostamento di detriti in seguito a piogge di idrocarburi.

### Laghi

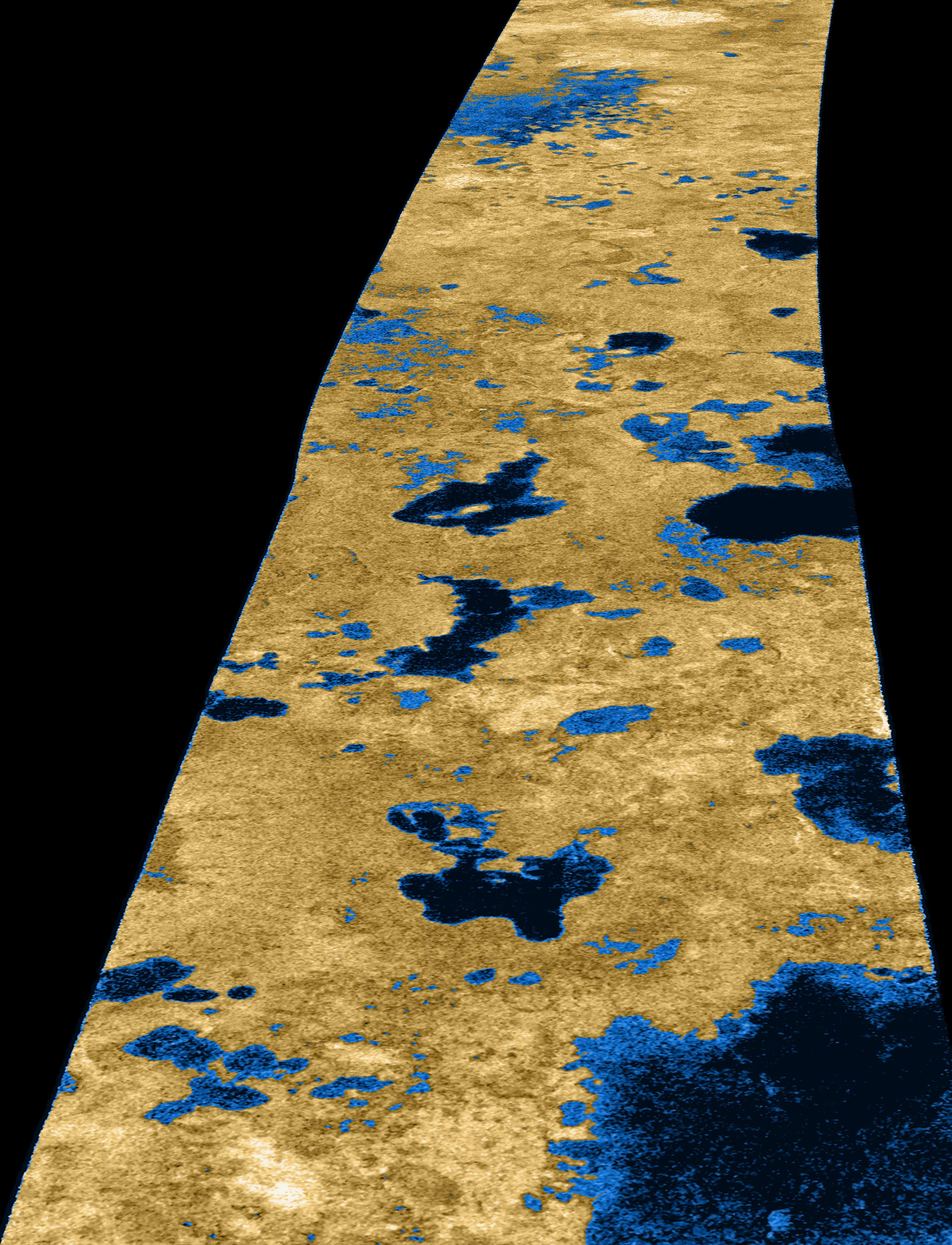
Immagine della superficie di Titano ricevuta dalla sonda Cassini.

L'ipotesi dell'esistenza su Titano di laghi e mari di metano venne suggerita già ai tempi dei dati ricevuti dalle Voyager 1 e 2 sull'atmosfera, sulla sua composizione, densità e temperatura, e un'ulteriore conferma della presenza del metano allo stato liquido arrivò nel 1995, con osservazioni radar da terra e dal telescopio spaziale Hubble. La conferma definitiva si ebbe con analisi dei dati raccolti dalla sonda Cassini: inizialmente non si evidenziarono prove certe dai primi dati, tuttavia nel giugno 2005, al polo sud, venne identificato il primo potenziale lago in un'area molto buia, successivamente chiamato Ontario Lacus, probabilmente creato dalla precipitazioni da nubi di metano. Dai dati del flyby del 22 luglio 2006, la Cassini riprese delle immagini alle latitudini settentrionali del satellite, nelle quali risaltavano grandi aree lisce che punteggiano la superficie vicino al polo. Sulla base di queste osservazioni, l'esistenza di laghi pieni di metano sulla superficie di Titano venne confermata nel gennaio 2007. I laghi di Titano divennero così le prime distese liquide stabili scoperte al di fuori della Terra. Alcuni di essi si trovano in depressioni topografiche e sembrano avere canali associati e collegati con essi.
La scoperta confermava la teoria che sul satellite di Saturno sia presente un ciclo idrologico basato sul metano analogo a quello terrestre basato sull'acqua. Sono stati infatti trovati indizi consistenti di fenomeni di evaporazione, piogge e canali naturali scavati da fluidi.
Nel dicembre del 2009 la NASA ha annunciato ufficialmente, dopo esserne stata a conoscenza fin dal 2007, la presenza di un lago di metano, battezzato Kraken Mare, dall'estensione di 400000 km². Il lago non è stato osservato direttamente dagli scienziati, ma la sua presenza è stata intuita grazie ai dati elaborati dallo spettrometro a infrarossi presente sulla sonda Cassini. Il secondo grande lago di cui si è attestata l'esistenza è stato il Ligeia Mare, a questi due sono seguiti molti altri laghi di dimensioni inferiori. Dalle immagini scattate dalla sonda nel dicembre del 2012, alcune evidenziano una vallata che sfocia nel Kraken Mare, attraversata da un fiume di idrocarburi lungo quasi 400 km.
Le prime osservazioni radar sull'Ontario Lacus riprese tra il 2009 e 2010 mostravano che era una distesa liquida superficiale, con profondità che arrivavano al massimo tra 4 e 7 m, al contrario, le osservazioni condotte successivamente sul Ligeia Mare, i cui dati sono stati pubblicati nel 2014, mostravano una profondità media di 20–40 m, e in diversi punti la profondità massima era certamente oltre i 200 metri.
Nel 2016, la Cassini ha trovato la prima prova di canali di liquidi su Titano, osservando una serie di profondi e scoscesi canyon che sfociano nel Ligeia Mare. Questa rete di canyon, chiamata Vid Flumina, è profonda da 240 a 570 metri e le sue "rive" hanno pendenze superiori a 40°. Si pensa che si sia formato da un sollevamento della crosta, come il Grand Canyon della Terra, o da un abbassamento del livello del mare, o forse da una combinazione delle due cose. Tale erosione evidenziata dalle immagini della Cassini suggerisce che la presenza di flussi di liquidi in questa regione di Titano persista da migliaia di anni.

### Crateri

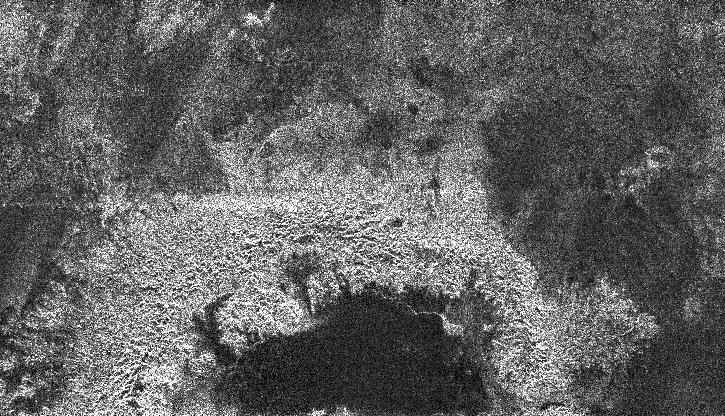
Immagine radar di un cratere d'impatto su Titano, del diametro di 139 km

La sonda Cassini individuò pochi crateri da impatto sulla superficie di Titano, indicando che la sua superficie è relativamente giovane. Tra i crateri scoperti, i più rilevanti sono il Menrva, il cui bacino ad anelli ha un diametro di 400 km; il Sinlap, un cratere a fondo piatto di 80 km di diametro; e il cratere Ksa, di 29 km di diametro, con un picco centrale e un fondo scuro. Cassini ha individuato anche oggetti circolari sulla superficie che potrebbero essere correlati a impatti, ma le loro caratteristiche rendono incerta la loro identificazione. Per esempio, un anello di materiale trasparente di 90 km di diametro chiamato Guabonito potrebbe essere un cratere parzialmente sepolto da sedimenti. Altre aree simili si trovano nelle aree scure Shangri-La e Aaru, e altri oggetti circolari sono stati osservati in alcune zone di Xanadu durante il passaggio della Cassini del 30 aprile 2006.
Modelli elaborati prima della missione Cassini su traiettorie e angoli di collisione suggeriscono che, dove l'oggetto impatta la crosta di ghiaccio d'acqua, una piccola porzione di materiale espulso potrebbe rimanere allo stato liquido dentro al cratere per diversi secoli, una durata sufficiente per la sintesi delle molecole precursori della vita. L'atmosfera di Titano potrebbe fare in parte da scudo per la superficie, riducendo il numero di impatti e di conseguenza dei crateri della metà.

### Criovulcanesimo e montagne

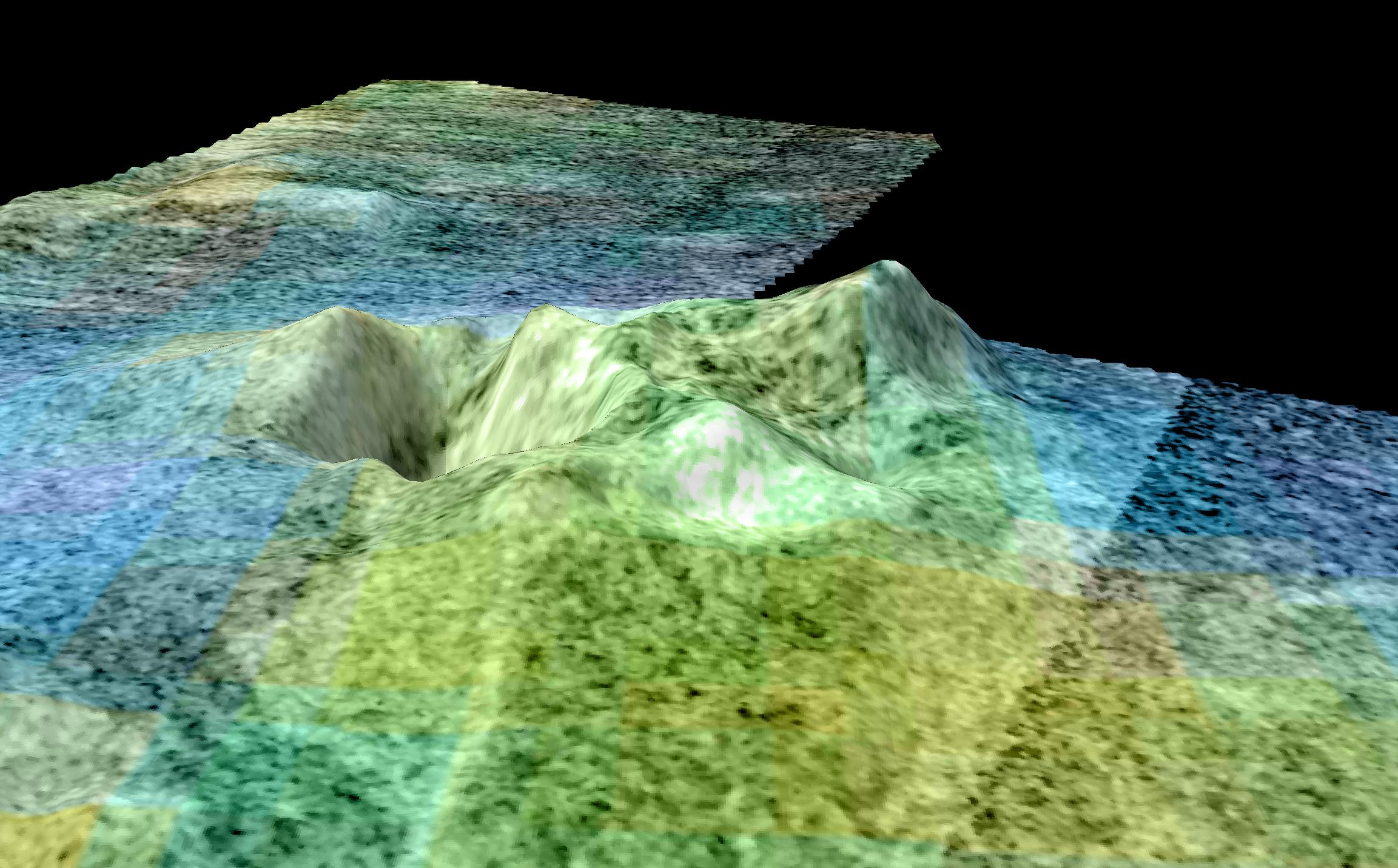
Un'immagine in falsi colori di Sotra Patera, un possibile criovulcano, combinata con una mappa in 3D basata su osservazioni radar, e che mostra picchi di 1 000 metri d'altezza e un cratere profondo 1 500 m

Titano potrebbe essere soggetto a fenomeni di criovulcanismo, tuttavia nessuna caratteristica superficiale ripresa dalla sonda Cassini può con assoluta certezza essere interpretata come criovulcano. Il rilevamento dell'argon-40 nell'atmosfera di Titano nel 2004 indicava la presenza di pennacchi di una miscela di liquidi composta da acqua e ammoniaca, inoltre l'attività vulcanica di Titano spiegherebbe la presenza continua del metano in superficie, che difficilmente sarebbe duratura se non ci fosse un rifornimento di metano dall'interno del satellite.
In uno studio di Moore e Pappalardo del 2008, viene suggerita l'ipotesi alternativa che in realtà l'interno di Titano possa essere completamente inattivo, con una spessa crosta di ghiaccio che ricopre un oceano di ammoniaca. Le caratteristiche superficiali che potrebbero far pensare a criovulcani sono, secondo gli autori di questo studio, riconducibili a fenomeni meteorologici, come a venti e a depositi ed erosioni causate da fiumi di liquidi, o anche alla perdita di massa. La stessa Ganesa Macula, che inizialmente si pensava fosse un cratere vulcanico, da rilievi topografici ottenuti nel 2008 dalla Cassini da diverse angolazioni, pare sia una depressione o un cratere da impatto che ha subito una notevole erosione per fenomeni meteorologici.
Nel 2010 venne annunciata una probabile formazione criovulcanica, Sotra Patera, precedentemente nota come Sotra Facula e assomigliante ai farrum di Venere. Si tratta di una catena di almeno tre montagne che arrivano a 1 000-1 500 metri d'altezza, e che sono sormontate da diversi crateri. Il terreno circostante le loro basi sembra ricoperto di "lava congelata".
Le montagne più alte di Titano si trovano nei pressi dell'equatore; si pensa che siano di origine tettonica, come sulla Terra, e la loro formazione potrebbe essere stata causata dalle forze mareali di Saturno. Nel 2016, il team della missione Cassini ha annunciato quella che ritengono essere la montagna più alta su Titano: situata nella Mithrim Montes, è alta 3337 m.
Se il vulcanismo su Titano esiste davvero, l'ipotesi è che sia guidato dall'energia rilasciata dal decadimento radioattivo degli elementi all'interno del mantello, come lo è sulla Terra. Il magma sulla Terra è costituito da roccia fusa, meno densa della solida crosta rocciosa attraverso la quale erutta. Poiché il ghiaccio è meno denso dell'acqua, il magma acquoso di Titano sarebbe più denso della sua solida crosta ghiacciata e questo significa che il criovulcanismo su Titano richiederebbe una grande quantità di energia aggiuntiva per funzionare, probabilmente derivato dal riscaldamento mareale del vicino Saturno. Il ghiaccio a bassa pressione, che ricopre uno strato liquido di solfato d'ammonio, sale in modo dinamico e il sistema instabile può produrre grossi pennacchi che fuoriescono dalla superficie.
Titano potrebbe essere stato geologicamente molto più attivo in passato; i modelli dell'evoluzione interna di Titano suggeriscono che la crosta fosse spessa solo 10 chilometri fino a circa 500 milioni di anni fa, consentendo a grandi quantità di magma d'acqua a bassa viscosità di fuoriuscire dai criovulcani e di cancellare tutte le caratteristiche superficiali formatesi prima di quel momento. Successivamente, quando la crosta raggiunse lo spessore di 50 km, impedì la costante riemersione del magma e qualsiasi criovulcano attivo dopo quel momento avrebbe eruttato magma acquoso molto più denso e viscoso con maggiori quantità di ammoniaca e metanolo. Ciò suggerirebbe che il metano di Titano non viene più aggiunto costantemente alla sua atmosfera e potrebbe esaurirsi completamente nel giro di poche decine di milioni di anni.

### Zone equatoriali

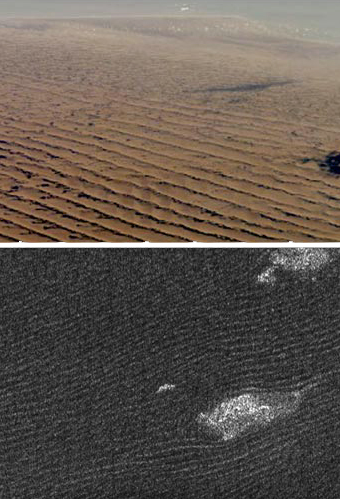
Le dune del deserto del Namib sulla Terra (in alto), comparate con le dune in Belet su Titano

Nelle prime immagini della superficie di Titano prese dai telescopi terrestri nei primi anni 2000, furono scoperte ampie regioni di terreno scuro a cavallo dell'equatore. Prima dell'arrivo della Cassini, si pensava che queste regioni fossero mari di idrocarburi liquidi. Le immagini radar catturate dalla sonda spaziale hanno invece rivelato che alcune di queste regioni erano vaste pianure ricoperte da dune longitudinali, alte fino a 100 metri, larghe circa un chilometro e lunghe da decine a centinaia di chilometri. Solitamente dune di questo tipo sono sempre allineate con la direzione media del vento, tuttavia, nel caso di Titano, i venti costanti di superficie provenienti da est si combinano con venti di marea variabili (circa 0,5 metri al secondo), causati dalle forze di maree esercitate da Saturno, che è 400 volte più intensa delle forze di marea della Luna sulla Terra e che tendono a guidare il vento verso l'equatore. Questo modello di vento in teoria causa l'accumulo graduale di granelli in superficie che formano lunghe dune parallele allineate da ovest a est. Le dune si interrompono nei pressi delle montagne, dove la direzione del vento varia.
Inizialmente si presumeva che le dune longitudinali fossero formate da venti moderatamente variabili che seguono una direzione media o si alternano tra due direzioni diverse. Osservazioni successive indicano invece che le dune puntano verso est sebbene le simulazioni climatiche indicano che i venti di superficie di Titano dovrebbero spirare verso ovest. A meno di 1 metro al secondo le brezze non sono abbastanza potenti da sollevare e trasportare il materiale di superficie, e le recenti simulazioni al computer indicano che le dune possono essere il risultato di rari venti di tempesta che avvengono solo ogni quindici anni, quando Titano si trova all'equinozio. Queste tempeste producono forti correnti discendenti, che scorrono verso est fino a 10 metri al secondo quando raggiungono la superficie.
La "sabbia" su Titano non è probabilmente composta da piccoli granelli di silicati come la sabbia sulla Terra, ma potrebbe essersi formata quando il metano liquido piovuto ha creato alluvioni improvvise, erodendo il substrato roccioso di ghiaccio d'acqua. Un'alternativa a questa teoria potrebbe essere che la sabbia provenga da solidi organici chiamati toline, prodotti da reazioni fotochimiche nell'atmosfera di Titano. Gli studi sulla composizione delle dune nel maggio 2008 hanno rivelato che possedevano meno acqua rispetto al resto di Titano e quindi sono molto probabilmente derivate da fuliggine organica come i polimeri di idrocarburi che si aggregano insieme dopo essere piovuti sulla superficie. I calcoli indicano che la sabbia su Titano ha una densità di un terzo rispetto alla sabbia terrestre. La bassa densità combinata con l'aridità dell'atmosfera di Titano potrebbe causare il raggruppamento dei grani a causa dell'elettricità statica. I deboli venti di superficie su Titano, che spirano a meno di 5 km/h, non riescono a spostare la sabbia verso ovest che rimane quindi immobile, ma l'arrivo dei forti venti delle tempeste stagionali possono invece spostarla verso est.
Durante l'equinozio di Titano, tra il 2009-2010, la sonda Cassini ha osservato tre brillamenti nell'infrarosso di breve durata, le cui cause sono da attribuirsi a tempeste di polvere composta da particelle organiche solide di dimensioni micrometriche. Lo studio suggerisce che Titano sperimenta cicli attivi della polvere (come la Terra e Marte) che modificano nel corso del tempo le distese di dune equatoriali.

## Atmosfera

Grafico che descrive la temperatura, la pressione e altri aspetti dell'atmosfera e del clima di Titano. Gli strati di foschia nell'atmosfera abbassano la temperatura nelle zone più basse, mentre il metano alza la temperatura sulla superficie. I criovulcani eruttano metano nell'atmosfera, che ricade sulla superficie sotto forma di pioggia, formando dei laghi.

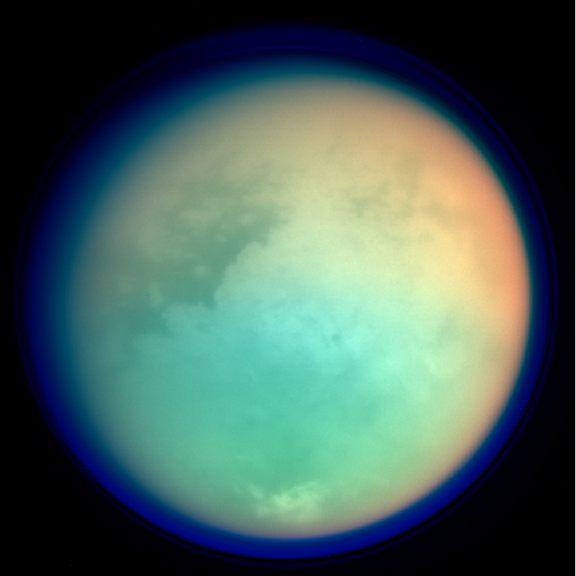
Titano in falsi colori; sono visibili dettagli della sua superficie e dell'atmosfera

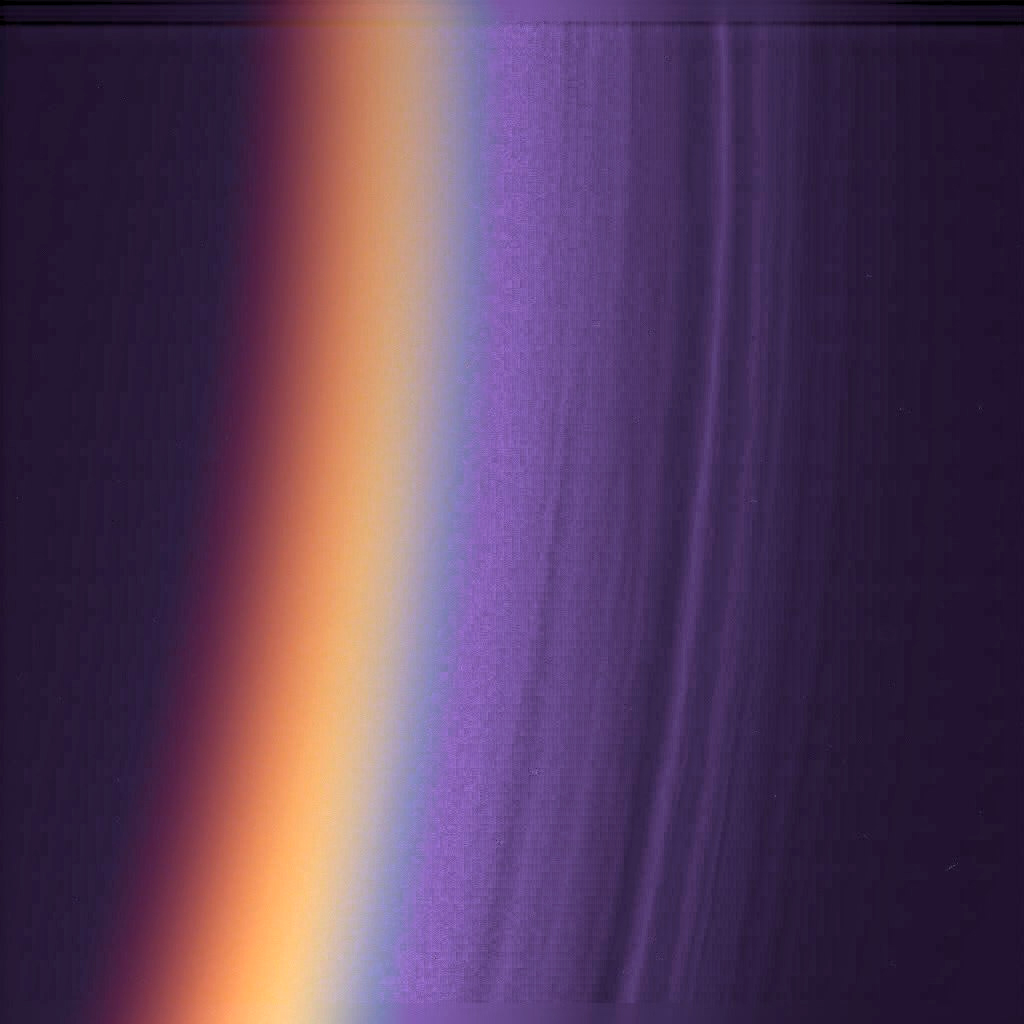
Le foschie di Titano nell'ultravioletto.

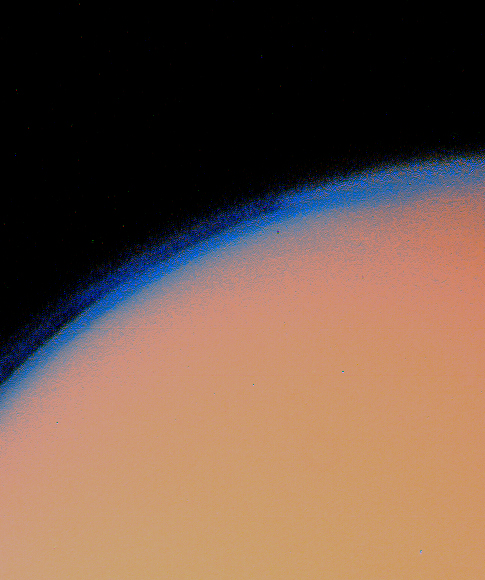
Le nubi di Titano viste da Voyager 1 (1980)

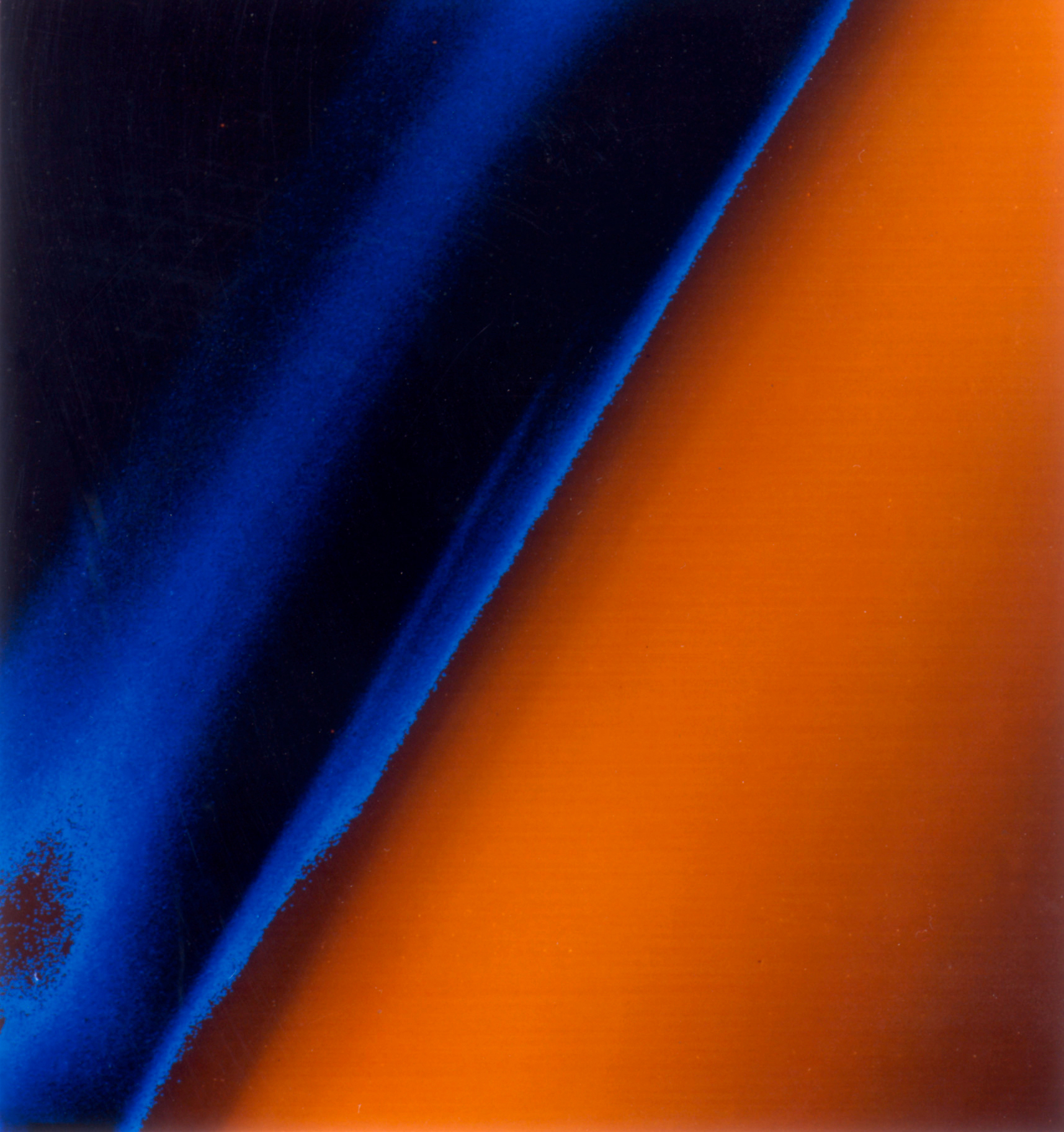
Immagine in falsi colori del Voyager 1

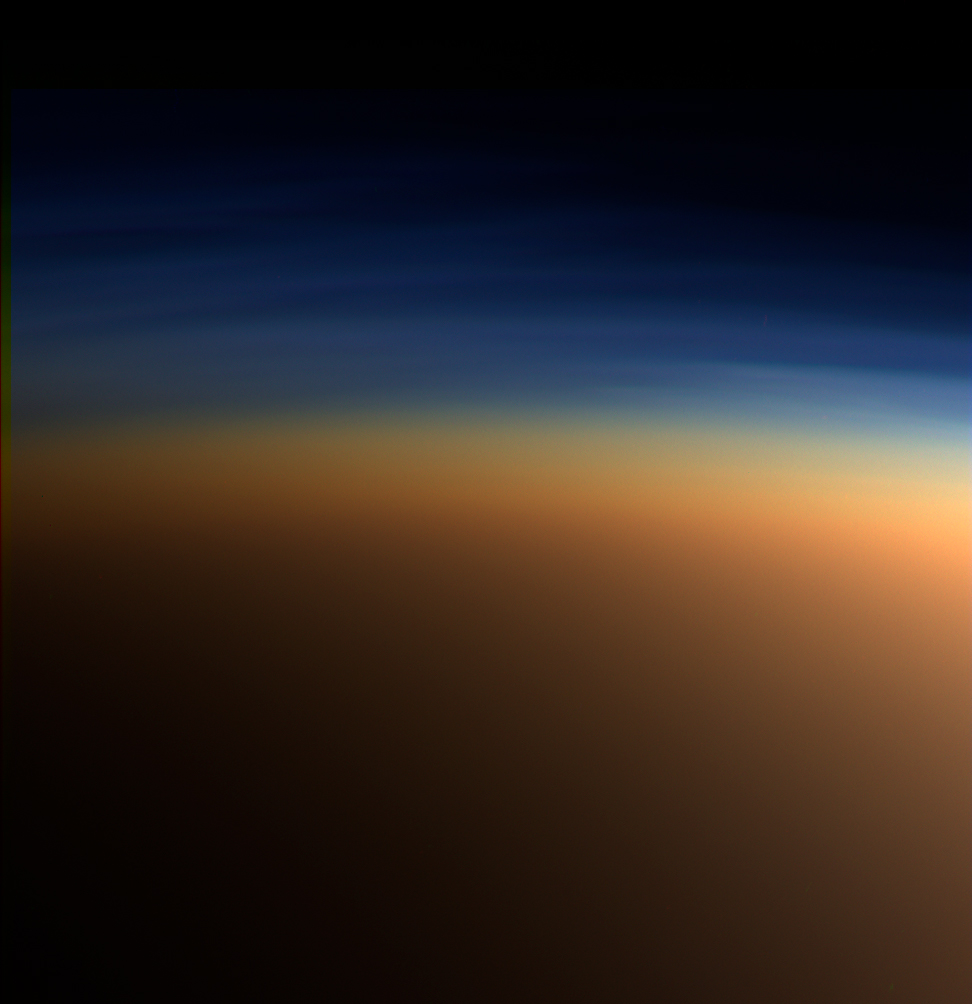
Nubi e strutture atmosferiche su Titano

Titano è l'unico satellite naturale del sistema solare a possedere una consistente atmosfera, composta per il 95% circa da azoto, da un 5% di metano e tracce minime di altri gas. Nella stratosfera l'azoto è presente al 98,4%, contro l'1,4% di metano, il quale assieme all'etano costituisce il componente principale delle nubi.
Già nel 1907 l'astronomo spagnolo José Comas y Solá osservando Titano aveva notato quello che viene chiamato oscuramento al bordo (dall'inglese limb darkening), riferendo di aver notato come il disco di Titano fosse più scuro ai bordi rispetto al centro, ipotizzando che ciò fosse dovuto a una spessa atmosfera. Nel 1944 Gerard Kuiper, facendo uso di tecniche spettroscopiche, stimò la pressione parziale del metano in 10 kPa e confermò la presenza dell'atmosfera di Titano. In seguito le osservazioni condotte da distanza ravvicinata nell'ambito del programma Voyager hanno permesso di determinare che l'atmosfera titaniana è quattro volte più densa di quella terrestre, con una pressione alla superficie di circa il 50% maggiore, e il suo imponente spessore rende impossibile l'osservazione diretta della superficie. A causa della minor gravità della luna, l'atmosfera di Titano si estende maggiormente al di sopra della superficie rispetto all'atmosfera terrestre, arrivando a 600 km di altezza sulla superficie e anche più, considerando che è stata rilevata la presenza di molecole complesse e ioni anche a un'altezza di 950 km sopra la superficie.
Le osservazioni compiute della sonda Cassini suggeriscono che l'atmosfera di Titano ruota più velocemente della sua superficie, così come avviene nel caso di Venere. La velocità dei venti su Titano è stata misurata dalla velocità delle nubi, in realtà poco presenti nell'atmosfera della luna. Tra una decina di nubi monitorate dalla sonda Cassini la velocità massima registrata è stata di 34 m/s, coerente coi modelli meteorologici previsti per Titano.
Nel settembre 2013, è stato rilevato propilene nell'atmosfera di Titano, ed era la prima volta che questo idrocarburo veniva trovato in un'atmosfera che non fosse quella terrestre. Alchene peraltro usato largamente sulla Terra per produrre materiale plastico, la sua scoperta risolve anche una lacuna risalente al passaggio della sonda Voyager 1, avvenuto nel 1980. La Voyager aveva rivelato la presenza di vari idrocarburi, prodotti dalla scissione del metano causati dalla radiazione solare, e aveva rilevato la presenza, oltre che del metano, dell'etano e del propano, tuttavia, non era rilevata traccia di propilene, molecola peraltro intermedia tra quelle più pesanti, come il propano, e quelle più leggere, come il propino. Osservazioni effettuate con il radiotelescopio ALMA hanno consentito di confermare la presenza in atmosfera di cianuro di vinile, un composto chimico organico le cui molecole, in particolari condizioni possono aggregarsi formando microscopiche strutture a bolla.

### Clima
Titano riceve solo l'1% della radiazione solare che riceve la Terra e la sua temperatura superficiale è di 94 K (−179,2 °C). Il metano presente nell'atmosfera crea un effetto serra senza il quale Titano sarebbe di 21 K più freddo. Tuttavia, esiste anche un effetto serra al contrario, creato dalla foschia ad alta quota, trasparente all'infrarosso ma che riflette la radiazione solare, e riduce la temperatura superficiale di 9 K. Sommando i due effetti risulta che la temperatura è 12 K maggiore della temperatura di equilibrio, cioè 94 K invece di 82 K.
Le nubi di Titano, probabilmente composte da metano, etano e altre sostanze organiche semplici, sono sparse e variabili nella foschia generale dell'atmosfera. I risultati della sonda Huygens indicano che piovono periodicamente metano liquido e altri composti organici.
Le nubi in genere coprono l'1% del disco di Titano, anche se sono stati osservati eventi in cui la copertura nuvolosa si espandeva rapidamente fino a coprire l'8% della superficie. Un'ipotesi afferma che le nubi si formino quando aumenta la radiazione solare che riscalda e solleva l'atmosfera, come avvenuto nelle regioni dell'emisfero meridionale, nel quale l'estate è durata fino al 2010.

## Vita su Titano
L'attuale composizione atmosferica di Titano è ritenuta essere simile a quella della seconda atmosfera della Terra (quella che precedette e condusse allo sviluppo degli esseri viventi che rilasciarono l'ossigeno in atmosfera), sebbene non si possa stabilire una completa analogia perché Titano è molto lontano dal Sole e piuttosto freddo. La presenza nell'atmosfera di composti organici complessi lo rende oggetto di notevole interesse per gli esobiologi. L'esperimento di Miller-Urey e altre prove in laboratorio dimostrano come si possano sviluppare, in un'atmosfera simile a quella di Titano e in presenza di radiazione ultravioletta, molecole complesse come la tolina.
Gli esperimenti suggeriscono che vi sia materiale organico sufficiente perché su Titano possa avvenire l'evoluzione chimica avvenuta sulla Terra. Perché questo avvenga, tuttavia, si presuppone che sia presente acqua liquida per periodi più lunghi di quelli attualmente osservati. Se la crosta di Titano si compone grandemente di ghiaccio d'acqua, è stato ipotizzato che un impatto ad alta velocità di un corpo celeste potrebbe comportare la formazione di un lago d'acqua che si manterrebbe liquida per centinaia d'anni, periodo sufficiente per la sintesi di molecole organiche complesse. Inoltre, se l'interno della luna fosse completamente roccioso, le maree gravitazionali di Saturno avrebbero condotto alla formazione di rilievi di altezze piuttosto significative; viceversa, le rilevazioni della sonda Cassini indicano che questi raggiungono altezze piuttosto modeste. Ciò può essere giustificato dalla presenza di un oceano di acqua mista ad ammoniaca sotto la crosta e, sebbene vi si raggiungerebbero condizioni estreme per organismi terrestri, è stato comunque ipotizzato che possa ospitare organismi viventi.
Potrebbero essersi evolute su Titano forme di vita che non hanno bisogno d'acqua liquida. Alcuni astrobiologi ritengono possibile infatti l'esistenza di forme di vita basate sul metano. Questa ipotesi è supportata da alcune recenti osservazioni: molecole di idrogeno scendono nell'atmosfera di Titano e scompaiono in superficie, sulla quale è stata altresì rivelata la mancanza di acetilene, composto che dovrebbe invece trovarvisi in abbondanza e che potrebbe essere la migliore fonte di energia per una vita a base di metano. Il ciclo degli idrocarburi imiterebbe dunque il ciclo dell'acqua sulla Terra ed eventuali organismi potrebbero utilizzare idrogeno e acetilene per produrre metano, senza necessità di acqua liquida.
Come fatto notare dalla NASA in un articolo del giugno 2010: "A oggi le forme di vita basate sul metano sono solo ipotetiche, gli scienziati non hanno ancora rilevato questa forma di vita da nessuna parte", anche se alcuni di essi credono che queste firme chimiche sostengano l'argomento per una forma di vita primitiva ed esotica o siano un precursore della vita sulla superficie di Titano.
Nel febbraio 2015 è stata modellata una ipotetica membrana cellulare in grado di funzionare in metano liquido con le stesse condizioni che avrebbe su Titano. Composta da piccole molecole di acrilonitrile contenenti carbonio, idrogeno e azoto, avrebbe la stessa stabilità e flessibilità delle membrane cellulari sulla Terra, che sono composte da fosfolipidi, composti di carbonio, idrogeno, ossigeno e fosforo. Questa ipotetica membrana cellulare è stata denominata "azotosome", una combinazione di "azote", francese per azoto e "liposoma".

## Titano nella fantascienza
Circondato da una spessa atmosfera che ne rendeva invisibile e misteriosa la superficie, Titano è stato lo scenario di numerose opere letterarie fantascientifiche, spesso citato come sede di razze aliene o di avamposti terrestri. Dopo essere apparso per la prima volta nel racconto Flight on Titan dello scrittore statunitense Stanley G. Weinbaum nel 1935, celebri scrittori del genere lo hanno descritto in alcune loro opere, come Burroughs e Heinlein, che in Il terrore dalla sesta luna racconta di un'invasione della Terra da parte di alieni parassiti provenienti da Titano. Nel romanzo del 1954 Trouble on Titan, di Alan E. Nourse e ambientata su Titano, l'atmosfera della luna composta da metano e ammoniaca viene usata come combustibile per aerei.
Titano compare spesso anche nelle opere di Isaac Asimov: nel racconto La prima legge (1956), parte del Ciclo dei Robot, Titano è un avamposto terrestre, dove un robot fugge dalla base per assemblare un nuovo automa simile a lui. In Lucky Starr e gli anelli di Saturno invece, i "Siriani", esseri umani provenienti dal sistema di Sirio e divenuti ostili al governo terrestre, per provocazione stabiliscono una base su Titano. Viene descritto anche Mimas come un mondo ghiacciato, sul quale Lucky Starr e Bigman Jones atterrano mentre inseguono una spia siriana. In Imperial Earth di Arthur C. Clarke, viene ancora utilizzata l'atmosfera come combustibile, in un'epoca dove su Titano vive una colonia di 250 000 persone. L'argomento atmosfera titaniana è usato anche nella Trilogia di Marte: l'azoto di Titano serve infatti a terraformare Marte.
In campo cinematografico e televisivo è scenario del film horror Creature - Il mistero della prima luna, diretto da William Malone, dove è la sede di una base dove viene trovata una creatura aliena venuta da un'altra parte della galassia. Titano è anche la meta sognata dal protagonista di Gattaca, film del 1997 scritto e diretto da Andrew Niccol, inoltre la luna saturniana appare anche in Star Trek - Il futuro ha inizio, quando l'astronave Enterprise, uscendo dalla curvatura, si nasconde dai Romulani entrando nella bassa atmosfera di Titano. Anche se solamente citato, Titano è menzionato nel film Oblivion del 2013 come la meta degli umani che hanno lasciato una Terra post apocalittica e ormai invivibile.
Nell'universo di Giudice Dredd Titano è la sede della colonia penale dove i giudici che si sono macchiati di reati scontano le loro condanne.
Inoltre è uno dei pianeti visitabili e giocabili di Destiny 2.
Titano è anche l'ambientazione su cui si svolge il gioco del 2011 Dead Space 2. Qui ha sede un insediamento umano chiamato Sprawl sorto sull'ultimo resto della luna di Saturno, dopo che essa è stata trivellata e fatta a pezzi per ricavarne risorse naturali fino a lasciarne solo alcuni frammenti. 
Nell'universo fittizio del gioco da tavolo di miniature Warhammer 40.000, Titano è la sede del Monastero-fortezza del Capitolo di Space Marine noto come Cavalieri Grigi.
Nella serie TV Eureka, i protagonisti preparano un viaggio spaziale per recarsi su Titano.
Nel film del 2018 The Titan, un soldato americano viene reclutato per un esperimento scientifico il cui scopo è trasformarlo in un essere in grado di sopravvivere su Titano.
Nell'Universo Marvel, Titano è rappresentata come la dimora degli Eterni e patria del titano pazzo Thanos.